# 亚东丝瓣芹
亚东丝瓣芹（学名：Acronema yadongense）是伞形科丝瓣芹属的植物。分布于中国大陆的西藏等地，生长于海拔3,700米的地区，常生长在山坡林下，目前尚未由人工引种栽培。